# Adele James
Adele James, född 20 mars 1996 i London, är en brittisk skådespelare.
James har bland annat medverkat i TV-serierna Casualty (2020-2021) och Drottning Kleopatra från 2023 där hon spelar titelrollen Kleopatra. Hon har även medverkat i filmen Acceptable Damage från 2019.

## Filmografi (i urval)
- 2019: Acceptable Damage
- 2020-2021: Casualty
- 2023: Drottning Kleopatra